# The Behemoth
The Behemoth est un studio de développement de jeux vidéo fondé en 2003 et basé à San Diego.

## Jeux
- 2004 : Alien Hominid
- 2007 : Alien Hominid HD
- 2008 : Castle Crashers
- 2011 : Super Soviet Missile Mastar[1]
- 2011 : PDA Games
- 2013 : BattleBlock Theater[2]
- 2015 : Castle Crashers Remastered (Xbox One, Microsoft Windows, OS X, PlayStation 4, Nintendo Switch)
- 2018 : Pit People (Xbox One, Microsoft Windows)
- 2023 : Alien Hominid Invasion (Xbox One,Xbox Series X/S, Microsoft Windows, Nintendo Switch)